# Sympycnus appendiculatus
Sympycnus appendiculatus är en tvåvingeart som beskrevs av Van Duzee 1930. Sympycnus appendiculatus ingår i släktet Sympycnus och familjen styltflugor. Inga underarter finns listade i Catalogue of Life.